# Keyword / Maze
Keyword / Maze (JEJUNG from 東方神起) là đĩa đơn tiếng Nhật thứ hai mươi mốt của Tohoshinki, phát hành vào ngày 12 tháng 3 năm 2008 bởi Rhythm Zone. Đây là đĩa đơn cuối cùng trong dự án T.R.I.C.K. cho album của nhóm "T".

## Danh sách bài hát

### CD
| STT              | Nhan đề                | Phổ lời          | Phổ nhạc         | Thời lượng |
| ---------------- | ---------------------- | ---------------- | ---------------- | ---------- |
| 1.               | "Keyword"              | H.U.B            | AKIRA            | 4:52       |
| 2.               | "Maze"                 | RYOJI SONODA     | ICHIRO FUJIYA    | 4:40       |
| 3.               | "Keyword (Less Vocal)" |                  |                  | 4:52       |
| 4.               | "Maze (Less Vocal)"    |                  |                  | 4:40       |
| Tổng thời lượng: | Tổng thời lượng:       | Tổng thời lượng: | Tổng thời lượng: | 18:04      |

## Xếp hạng

### OriconSales Chart (Nhật Bản)
| Phát hành           | Chart                        | Vị trí cao nhất | Tổng lượng bán ra |
| ------------------- | ---------------------------- | --------------- | ----------------- |
| 12 tháng 3 năm 2008 | Oricon Daily Singles Chart   | 5               |                   |
| 12 tháng 3 năm 2008 | Oricon Weekly Singles Chart  | 7               | 21,097            |
| 12 tháng 3 năm 2008 | Oricon Monthly Singles Chart |                 |                   |
| 12 tháng 3 năm 2008 | Oricon Yearly Singles Chart  | 275             | 26,675            |

### Korea Top 20 Foreign Albums & Singles
| Phát hành           | Chart               | Vị trí cao nhất | Tổng lượng bán ra |
| ------------------- | ------------------- | --------------- | ----------------- |
| 13 tháng 3 năm 2008 | March Monthly Chart | 1               | 12,000+           |

## Ngày phát hành
| Ngày                | Quốc gia | Định dạng           | Nhãn đĩa         |
| ------------------- | -------- | ------------------- | ---------------- |
| 12 tháng 3 năm 2008 | Nhật Bản | CD digital download | Rhythm Zone      |
| 12 tháng 3 năm 2008 | Hàn Quốc | CD digital download | SM Entertainment |